# Norra Herrgårdstjärnen
Norra Herrgårdstjärnen är en sjö i Nordanstigs kommun i Hälsingland och ingår i Ljungan-Gnarpsåns kustområde.